# Panmongolisme

Regions que solen associar-se amb l'irredemptisme mongol

El panmongolisme és una idea irredemptista que advoca per la solidaritat cultural i política dels mongols. El territori proposat, denominat «Gran Mongòlia» (en mongol: Даяар Монгол, Dayaar Mongol) o «Mongòlia Sencera» (en mongol: Хамаг Монгол) se sol incloure l'estat sobirà de Mongòlia, la regió autònoma xinesa de Mongòlia Interior i la república russa de Buriàtia. A vegades s'inclouen també la república autònoma de Tuvà, la república de l'Altai i parts de Xinjiang, el krai de Zabaikàlie i l'óblast d'Irkutsk. A data de 2006, totes les zones de la Gran Mongòlia (o cor mongol), excepte Mongòlia, tenen majories no mongoles.
El moviment nacionalista va sorgir en el segle xx com a resposta al col·lapse de la dinastia Qing i a la possibilitat d'un estat mongol independent. Després que l'Exèrcit Roig ajudés a establir la República Popular de Mongòlia, la política exterior mongola va prioritzar la cerca del reconeixement de la independència sobre l'expansió territorial. Després que la revolució mongola de 1990 posés fi al règim comunista a Mongòlia, han sorgit diverses organitzacions que promouen el panmongolisme, però compten amb escàs suport popular.